# Ovambo
Ovambo ili Ambo pripadnici su naroda Bantu. Žive u suhim travnatim nizinama sjeverne Namibije i južne Angole.
Plemena su im relativno malobrojna, ali dobro organizirana, s jasnom podjelom na klase. Žive od poljoprivrede i uzgoja stoke. Ima ih oko 150,000.
Prvi bijelci s kojima su došli u ozbiljniji kontakt bili su luteranski misionari iz Finske 1870-ih. Zahvaljujući njima, većina Ovamboa se danas smatra luteranima te je prihvatila zapadnjačku odjeću, kulturu i način života. No, također su sudjelovali i u SWAPO-u, pokretu za slobodu Namibije od južnoafričke vlasti.
Ovambo čine niz srodnih etničkih grupa, koje nastanjuju Ovamboland u sjevernoj Namibiji, kao i najjužniju pokrajinu u Angoli, koja se zove Cunene. U Namibiji, njih sačinjavaju etničke grupe: Ndonga, Kwanyama, Kwambi, Ngandjera, Mbalantu, Mbadja, Kolonkadhi i Kwaluudhi. U Angoli, njih čine etničke grupe: Kwanyama, Kafima, Evale i Ndonga.
Migrirali su južno od Zambezija, a trenutno čine najveći broj stanovnika u Namibiji. Razlog za migraciju, bilo je plodno tlo na području, gdje danas žive.
Govore jezik oshivambo, koji uključuje kwanyama, ongandjera, mbadja, ndonga i ostala narječja.